# Traité de Melun
Le traité de Melun, ou paix de Melun est un traité entre entre le roi de France Louis VIII, d'une part, et Jeanne de Constantinople, comtesse de Flandre et de Hainaut et son mari Ferrand d'autre part. Ce traité, ratifié entre 1225 et 1226, devait neutraliser le comté de Flandre, en définissant les obligations féodales du comte de Flandre vis-à-vis du roi de France. 

## Contexte
Le comte Ferrand, comte de Flandre et de Hainaut  par son mariage avec Jeanne de Constantinople, rentre en conflit avec le roi de France Philippe Auguste. L'alliance du comte Ferrand, du comte de Boulogne, du roi Jean et d'Olhon IV se termine brutalement sur le champ de bataille de Bouvines, le dimanche 27 juillet 1214. Le comte Ferrand est fait un peu plus tard prisonnier par les troupes royales françaises. Enchaîné, transporté en cage jusqu'à Paris, il est enfermé dans les cachots du château du Louvre. Après douze ans d'emprisonnement, le comte Ferrand et son épouse Jeanne, restée libre, acceptent de payer une rançon de 50 000 livres parisis, en deux fois, avec comme gage d'exécution, l'occupation de Lille, de Douai et de L'Écluse (Comté de Flandre), par les troupes royales,

## Traité
Le 5 avril 1225 est conclue la « paix de Melun » entre Louis VIII, d'une part, Jeanne de Constantinople et son mari Ferrand d'autre part, paix par laquelle ces derniers s'engagent à rester fidèles au roi de France, en échange de la liberation du comte. Ce traité stipule par ailleurs que les nobles, les bourgeois et les échevins des villes de Flandre doivent promettre, sous serment, qu'ils ne prêteront aucune aide au comte Ferrand ou à la comtesse Jeanne, si ces derniers violaient le traité. Vingt-sept villes et trois cent cinquante nobles prêtent ainsi serment de fidélité au roi de France, qui se réserve le droit de tenir garnison à Douai, pendant dix années supplémentaires, à compter du jour où le dernier versement de la rançon serait effectué. Enfin, le traité interdit au comte de Flandre de créer des fortifications nouvelles sur la rive gauche de l'Escaut en Flandre.
La promesse de libération est tenue par Blanche de Castille et le successeur de Louis VIII, le roi Louis IX, le 6 janvier 1226.